# Kalvarienberg (Rott)

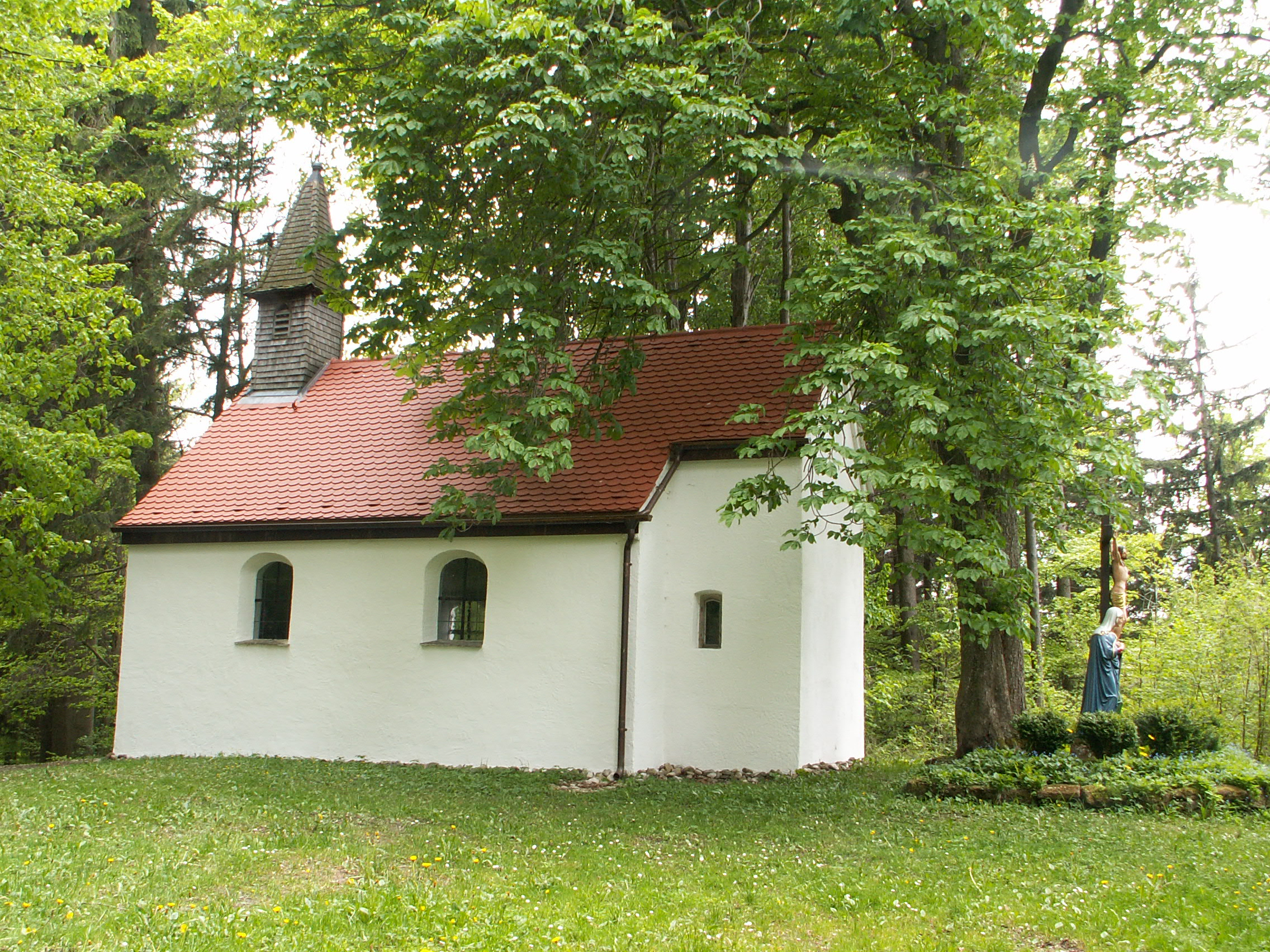
Kapelle auf dem Gipfel

Kalvarienberg ist der Name eines 753 m hohen Moränenhügels der Würmeiszeit auf dem Gebiet der Gemeinde Rott im oberbayerischen Landkreis Landsberg am Lech.

## Lage und Umgebung
Der Kalvarienberg liegt direkt östlich der Gemeinde Rott, an der südlichen Talsohle fließt der Rottbach entlang.

## Name
Vor der Errichtung des Kreuzweges war für den Kalvarienberg der Name Eichberg gebräuchlich.

## Geschichte
Bereits um 1100 hatten die "Edlen von Rott" wahrscheinlich ihren Sitz auf der Erhebung.
Im Jahr 1878 wurde ein Kreuzweg mit 14 Stationen auf den Gipfel angelegt. Die bereits etwa 1800 erbaute Kapelle St. Apollonia wurde erweitert und bekam 1879 eine neue Glocke.
Schließlich wurde 1894 auf halber Höhe noch eine Lourdesgrotte errichtet.
Der Kalvarienberg war bis zur Gebietsreform 1972 der höchste Punkt im Landkreis Landsberg am Lech.